# Moesia

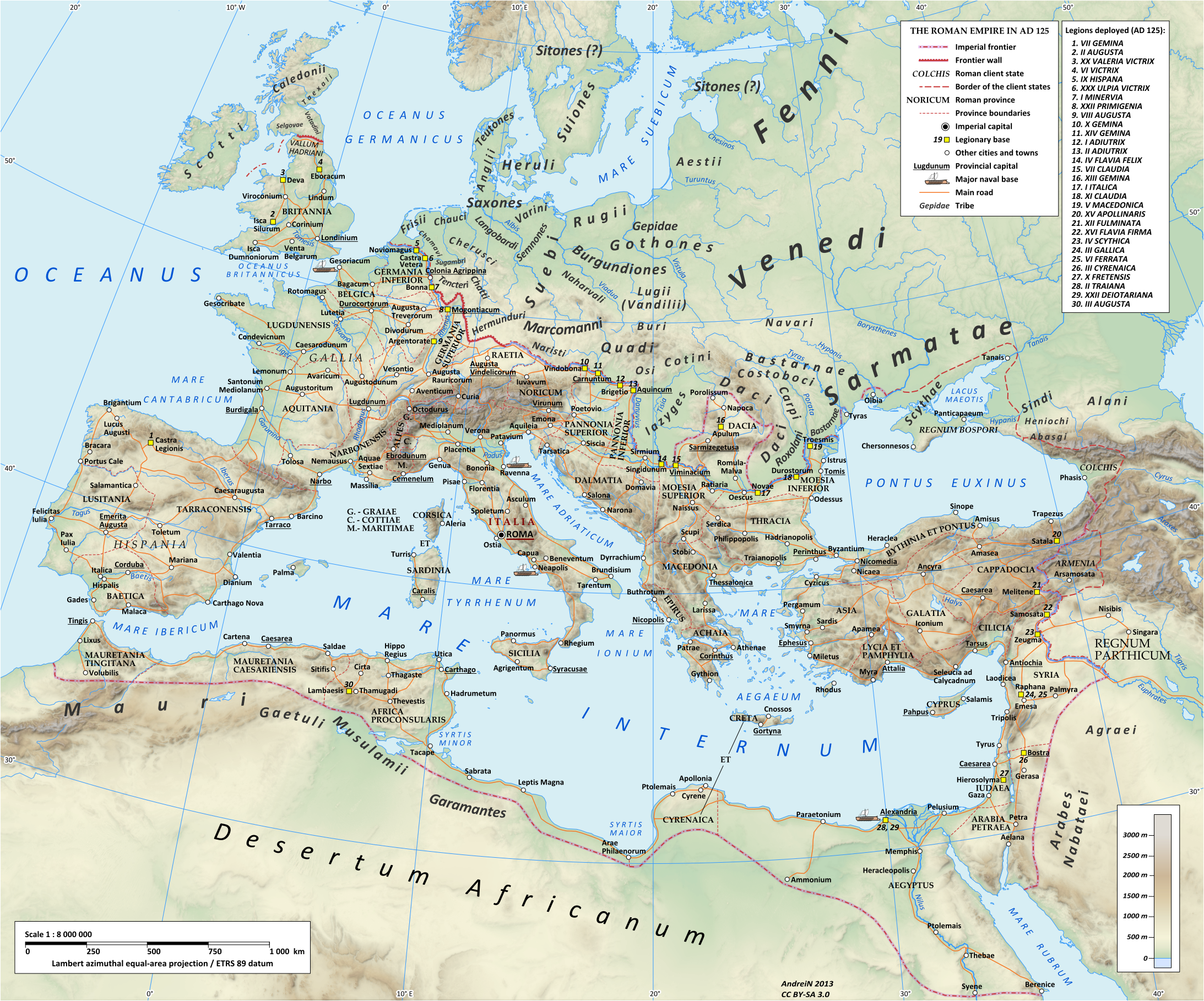
Đế quốc La Mã dưới triều đại của Hadrian (cai trị từ năm 117-38 CN), cho thấy hai tỉnh của hoàng đế Thượng Moesia (Serbia) và Hạ Moesia (bắc Bulgaria/vùng bờ biển Romania) ơ khu vực hạ lưu sông Danube, và 2 quân đoàn được bố trí ở mỗi tỉnh vào năm 125

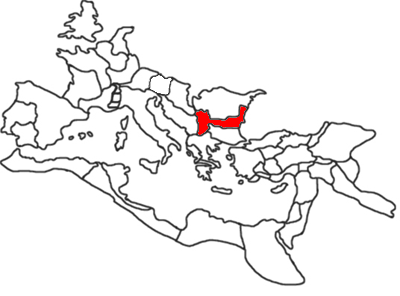
Tỉnh Hạ Moesia (phải) và Thượng Moesia Superior (trái) được tô đậm

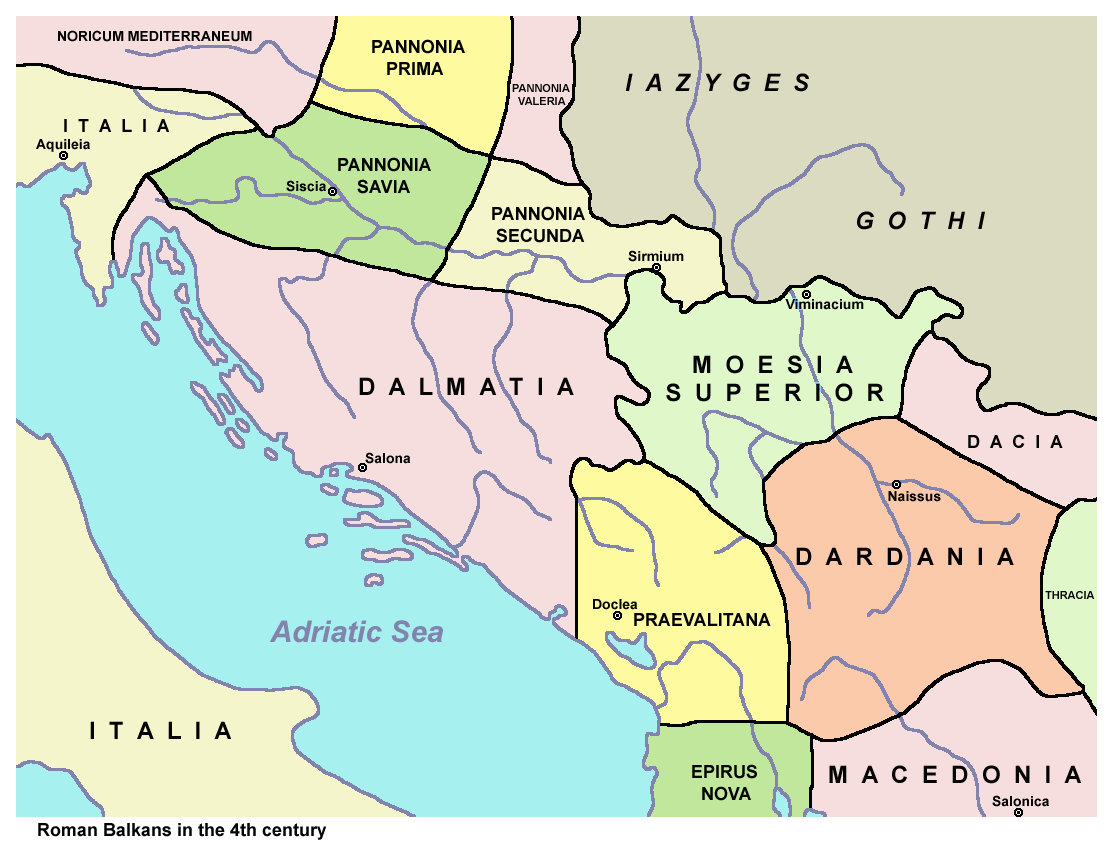
Thượng Moesia vào thế kỉ thứ 4

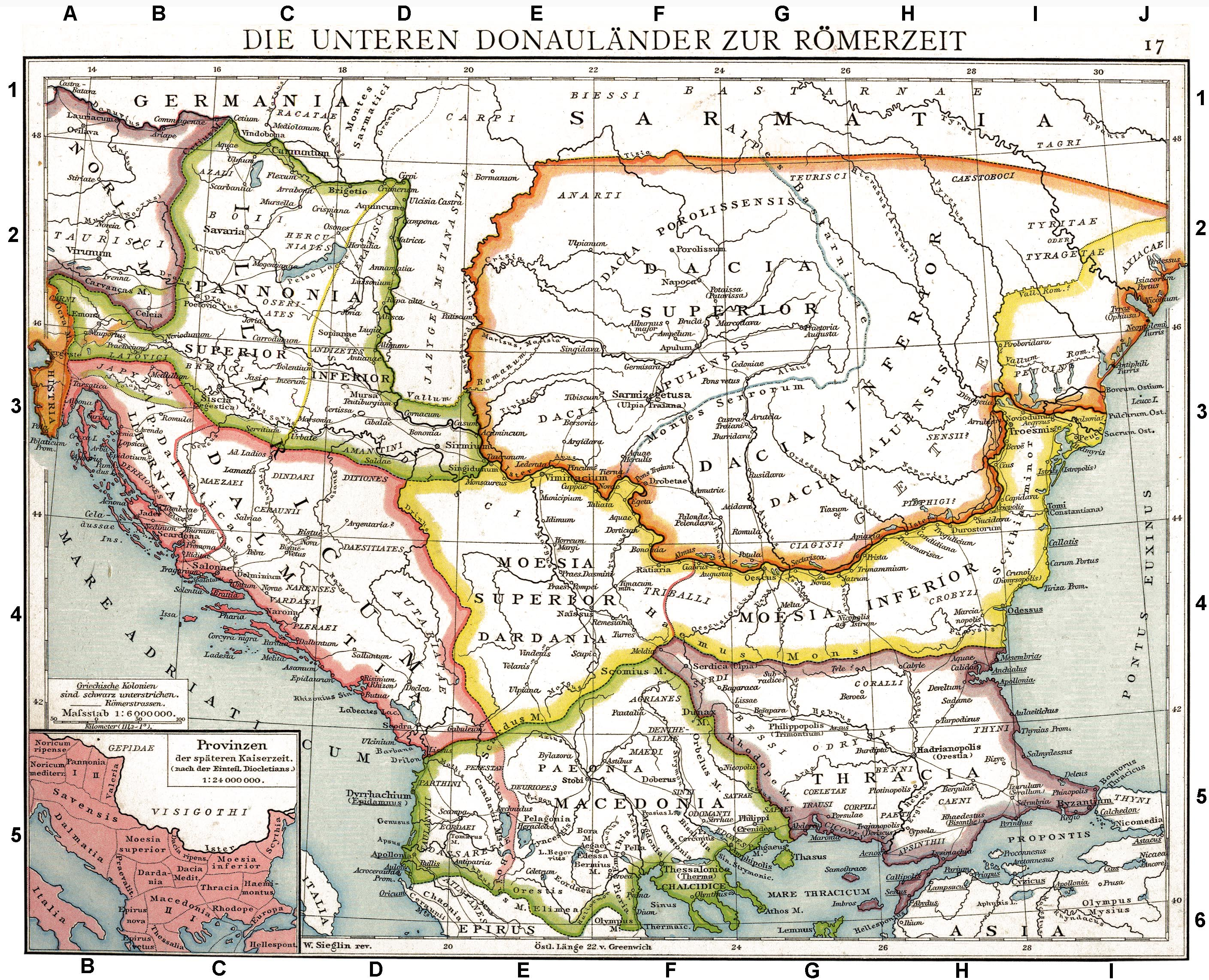
Mœsia and environs

Moesia (tiếng Latinh, tiếng Hy Lạp: Μοισία) là một vùng đất cổ đại và sau đó là tỉnh La Mã nằm trong vùng Balkan, dọc theo bờ phía nam của sông Danube. Nó bao gồm vùng lãnh thổ phía Bắc ngày nay thuộc Cộng hòa Macedonia, miền Nam Serbia (Thượng Moesia), Bắc Bulgaria, Dobrudja của Rumani, miền Nam Moldova, và Budjak (Hạ Moesia).

## Lịch sử
Theo những nguồn địa lý cổ xưa, Moesia được giới hạn ở phía Nam bởi Haemus (Balkan) và dãy núi Scardus (SAR), phía tây giáp sông (Drina) Drinus, về phía bắc bởi Donaris (Danube) và về phía đông bởi Euxine (biển Đen).
Khu vực này là nơi sinh sống chủ yếu của người Thracia, Dacia (Thraco-Dacia), người Illyria và Thraco-Illyria. Tên của khu vực đến từ tên gọi Moesi, một tộc người Thraco-Dacia sống ở đó trước khi La Mã chinh phục.
Phần lớn Moesia đã nằm trong đất nước của Burebista, một vị vua Getae, người đã thiết lập sự cai trị của ông trên một phần lớn của miền bắc khu vực Balkan từ năm 82 trước Công nguyên tới năm 44 trước Công nguyên. Ông đã lãnh đạo những cuộc tấn công cướp bóc và chinh phục khắp Trung Âu và Đông Nam châu Âu, chinh phục hầu hết các bộ lạc lân cận. Sau khi ông bị ám sát trong một âm mưu nội bộ, đế chế bị chia thành nhiều tiểu quốc nhỏ hơn.
Trong năm 75 trước Công nguyên, C. Scribonius Curio, tổng đốc của Macedonia, đã đưa một đội quân tiến xa tới tận sông Danube và đã giành được một chiến thắng trước những cư dân ở đây, những người cuối cùng đã bị chinh phục bởi M. Licinius Crassus, cháu trai của Crassus và sau này cũng là tổng đốc Macedonia dưới triều đại của Augustus vào khoảng năm 29 trước Công nguyên. Tuy nhiên, vùng đất này đã không được tổ chức như một tỉnh cho đến những năm cuối của triều đại Augustus, trong năm 6 CN.
Trong năm 86 CN, Duras, vua Dacia đã ra lệnh cho quân đội của ông tấn công tỉnh Moesia của La Mã. Sau cuộc tấn công này, chính bản thân hoàng đế La Mã Domitianus đã đến Moesia và tổ chức lại nó trong năm 87 CN thành hai tỉnh, được phân chia bởi con sông Cebrus(Ciabrus): về phía Tây là Đại Moesia -Thượng Moesia, (có nghĩa là thượng nguồn dòng sông) và về phía đông là Tiểu Moesia - hạ Moesia (còn gọi là Ripa Thracia), (từ cửa sông Danube và sau đó ngược dòng).
Từ Moesia, Domitianus bắt đầu lập kế hoạch cho các chiến dịch trong tương lai vào Dacia và vào năm 87, ông bắt đầu một cuộc tấn công mạnh mẽ chống lại Dacia, ra lệnh cho Tướng Cornelius Fuscus tấn công. Vì vậy, trong mùa hè năm 87, Fuscus dẫn năm hoặc sáu quân đoàn vượt sông Danube. Các chiến dịch chống lại người Dacia đã kết thúc mà không có một kết quả quyết định, và Decebalus, vua Dacia, đã trắng trợn coi thường các điều khoản của hòa bình (89 CN) mà đã được nhất trí để kết thúc chiến tranh.
Hoàng đế Trajan sau đó đến Moesia, và ông phát động chiến dịch quân sự đầu tiên của ông vào vương quốc Dacia Khoảng Tháng ba -tháng 5 năm 101, ông đã vượt qua bờ Bắc của sông Danube và đánh bại quân đội Dacia gần Tapae, một hẻm núi ở dãy Carpathia (xem trận Tapae lần thứ hai). Tuy nhiên, Quân đội Trajan đã bị đánh tơi bời trong giao chiến, và ông đã phải tạm dừng chiến dịch trong năm đó.

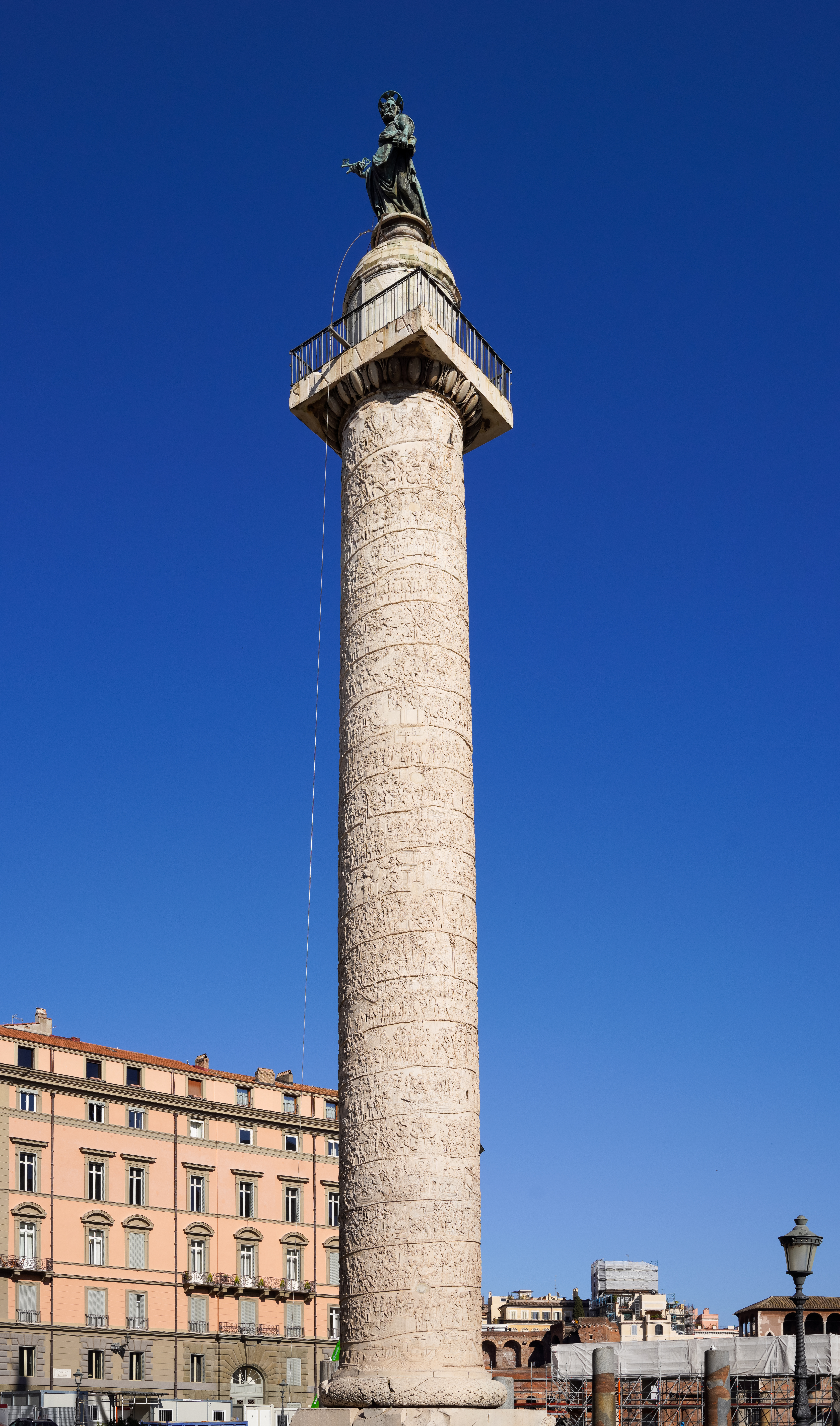
Cột trụ của Trajan

Trong mùa đông năm sau, vua Decebalus đã phát động một cuộc tấn công qua phía bên kia sông Danube vào vùng hạ lưu, nhưng nó bị đẩy lui. Quân đội của Trajan đã tiến xa hơn vào lãnh thổ của người Dacia và buộc vua Decebalus phải đầu hàng ông một năm sau đó.
Trajan sau đó đã trở về Rome trong một cuộc diễu binh mừng chiến thắng và được ban danh hiệu Dacicus Maximus. Chiến thắng này được tôn vinh trên Tropaeum Traiani. Tuy nhiên, Decebalus trong năm 105 tiến hành một cuộc xâm lược nhằm vào lãnh thổ La Mã bằng cách cố gắng kích động một số các bộ lạc ở phía bắc của sông chống lại đế quốc. Trajan đã đến khu vực này một lần nữa và sau khi xây dựng -với thiết kế bởi Apollodorus của Damascus - cây cầu khổng lồ của ông trên sông Danube, ông chinh phục một phần của Dacia vào năm 106 (xem chiến tranh Dacian thứ hai).
Sau khi Aurelian (270-275) bỏ rơi tỉnh Dacia La Mã cho những người Goth và chuyển các công dân La Mã từ tỉnh cũ tới phía nam của sông Danube, phần trung tâm của Moesia lấy tên là Dacia Aureliana (sau này chia thành Dacia Ripensis và Dacia Mediterranea). Khu vực này đã được gọi là Dardania (Thượng Moesia), và được thành lập trở thành một tỉnh đặc biệt của Diocletianus, với thủ phủ tại Naissus hoặc Nissa (hiện nay là Nĩs). Đây là nơi sinh của Constantinus I vào năm 272.
Diocletianus sau đó đổi tên Đại Moesia (nhỏ hơn Dacia Aureliana) thành Moesia Prima, và chia Moesia Nhỏ (nhỏ hơn phần phía tây của nó) vào Moesia Secunda và Scythia nhỏ. Các thành phố chính của Moesia Secunda bao gồm Marcianopolis (Devnya), Odessus (Varna), Nicopolis (Nikopolis), Abrittus (Razgrad), Durostorum (Silistra), Transmarisca (Tutrakan), Sexaginta Prista (Ruse) và Novae (Svishtov), tất cả ở Bulgaria ngày nay. Là một tỉnh biên giới, Moesia được tăng cường bởi các đồn và các pháo đài được xây dựng dọc theo bờ phía nam của sông Danube, và một trường thành được xây dựng từ Axiopolis tới Tomi để bảo vệ chống lại người Scythia và Sarmatia. Các đơn vị đồn trú của Moesia Secunda bao gồm Legio I Italica và Legio XI Claudia, cũng như các đơn vị bộ binh độc lập, đơn vị kỵ binh, và đội tàu sông. Dignitatum Notitia liệt kê các đơn vị và căn cứ của họ vào giai đoạn những năm 390 CN. Các đơn vị ở Scythia nhỏ bao gồm Legio I Iovia và Legio II Herculia.
Sau năm 238 CN, Moesia thường xuyên bị xâm lược hoặc bị cướp phá bởi người Carpi, và bộ lạc Đông Đức, người Goth, những người xâm chiếm Moesia trong năm 250. Dưới dự dồn ép của người Hun, những người Goth một lần nữa vượt qua sông Danube trong triều đại của Valens (năm 376) và được cho phép định cư tại Moesia. Sau khi họ định cư, những bất hòa sớm diễn ra, và những người Goth dưới sự chỉ huy của Fritigern đã đánh bại Valens trong một trận chiến lớn gần Adrianople.
Người Bulgar gốc Thổ Nhĩ Kỳ (được biết đến dưới những cái tên như Onogurs, Kutigurs hoặc Honogondurs), đến từ Trung Á, tấn công Moesia trong suốt thế kỷ thứ 6. Trong thế kỷ thứ 7, đế chế Byzantine bị mất vùng lãnh thổ này vào tay người Bulgar, những người sáng lập ra Đế chế Bungari thứ nhất.